# Aulacaspis altiplagae
Aulacaspis altiplagae är en insektsart som beskrevs av Chen 1983. Aulacaspis altiplagae ingår i släktet Aulacaspis och familjen pansarsköldlöss. Inga underarter finns listade i Catalogue of Life.